# Ophrys tenthredinifera
Ophrys tenthredinifera — рослина з родини зозулинцевих, або орхідних (Orchidaceae).

## Опис
Це трав'яниста рослина висотою від 5 до 25 см, прикореневі листя яйцювато-ланцетні, в розетці. Приквітки великі рожеві. Суцвіття складається з від 2 до 10 квіток. Пелюстки менше і темніше, у формі серця, запушені. Губа жовто-коричнева, світліша на краю.

## Поширення
Вид рідний для середземноморського регіону від Португалії та Марокко до Туреччини. Росте на луках, гаригах, чагарникових районах і лісів на карбонатних пісковиків і вапняках до висот 850–1100 метрів.

## Галерея

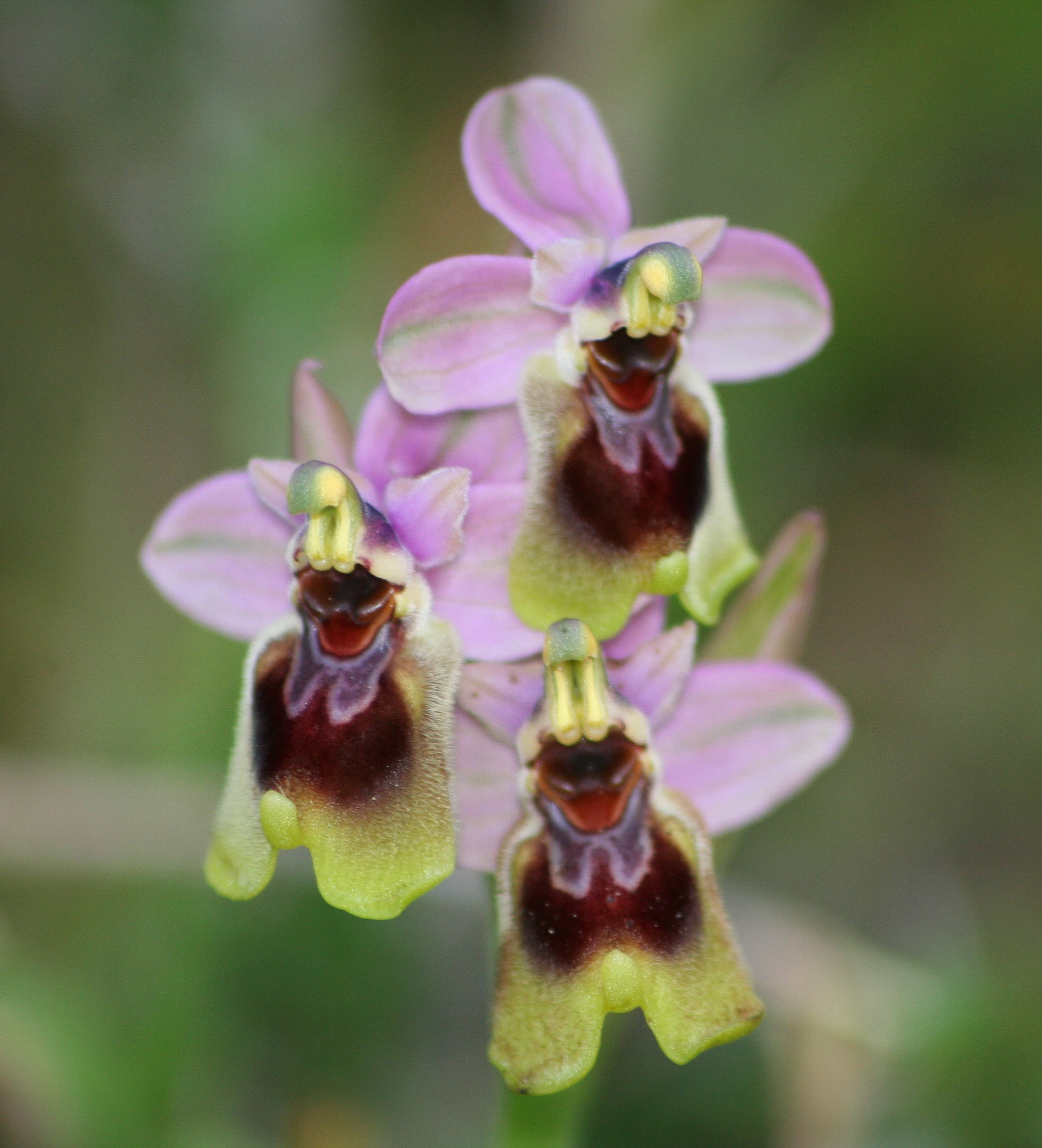
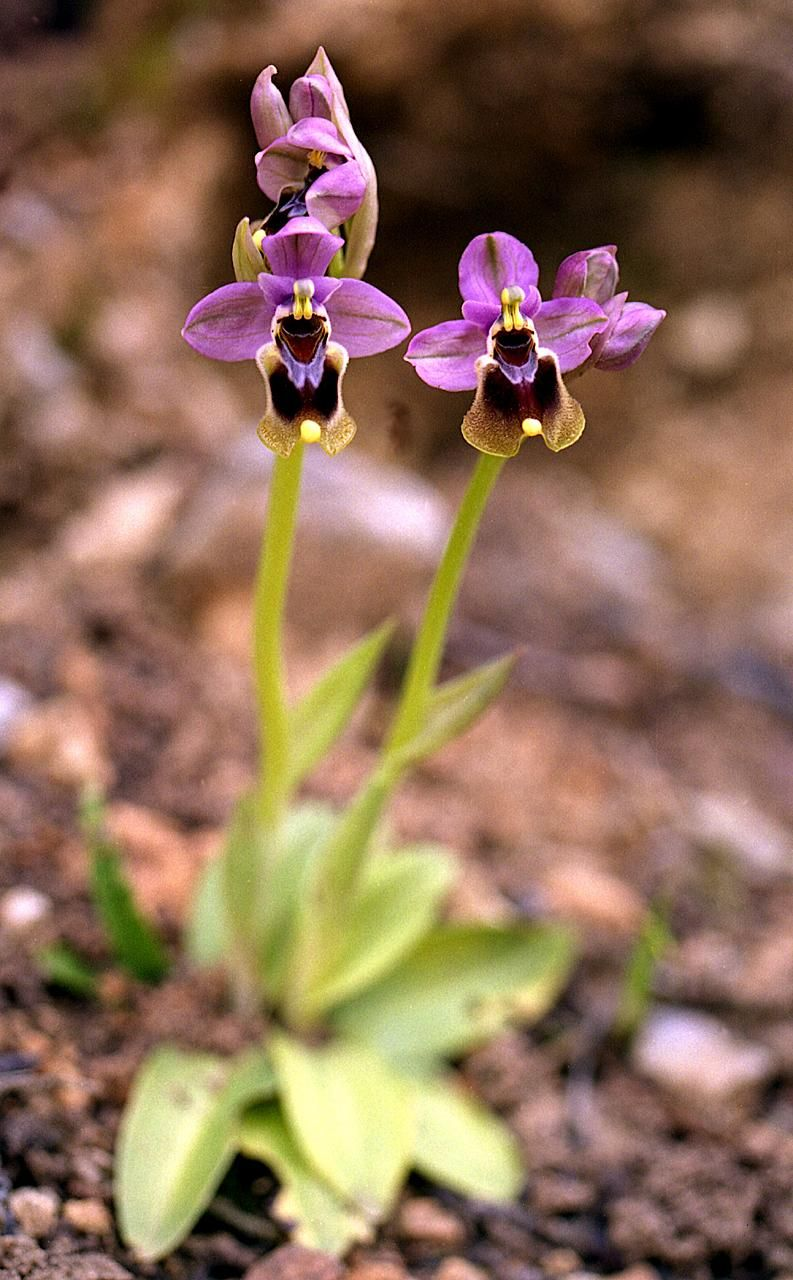
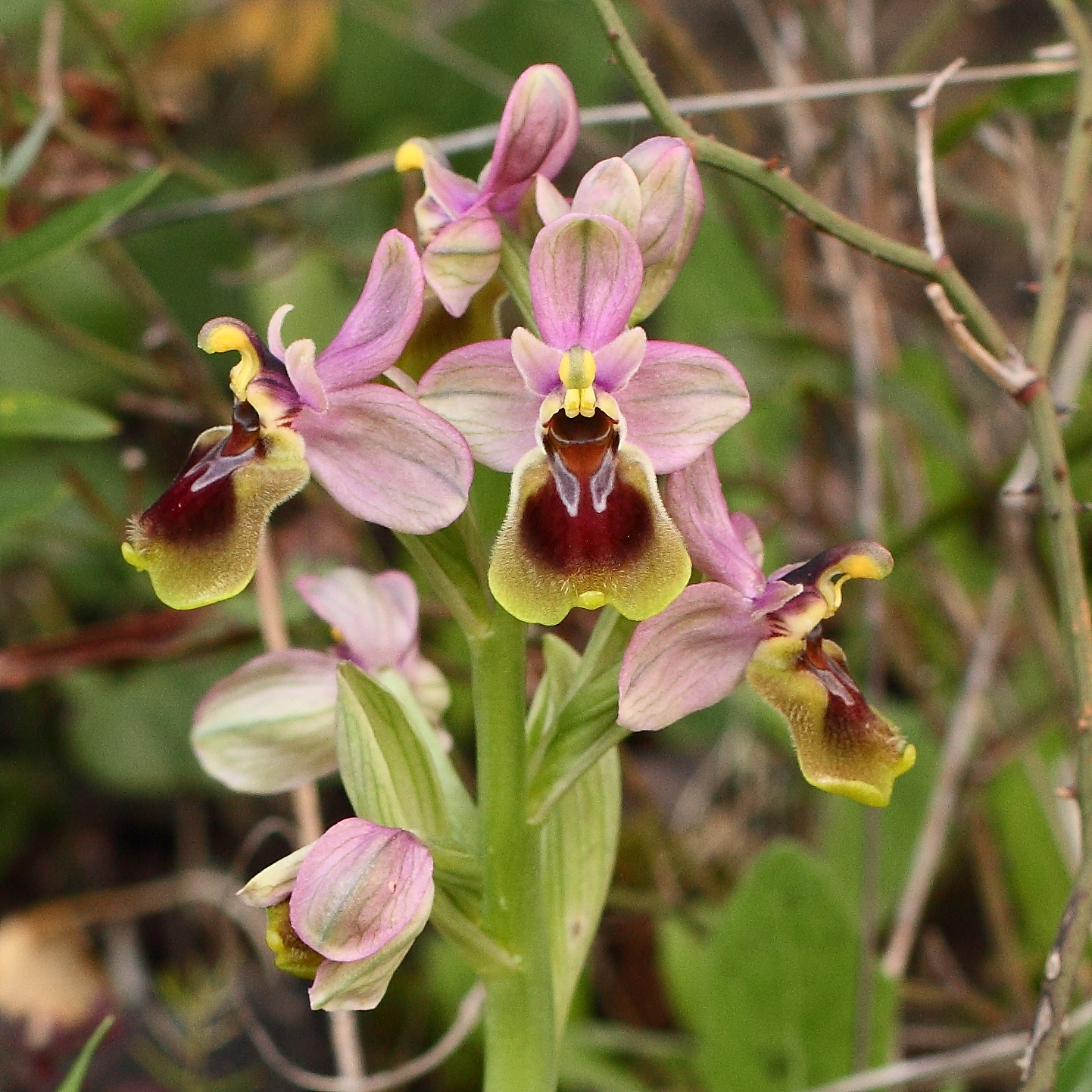
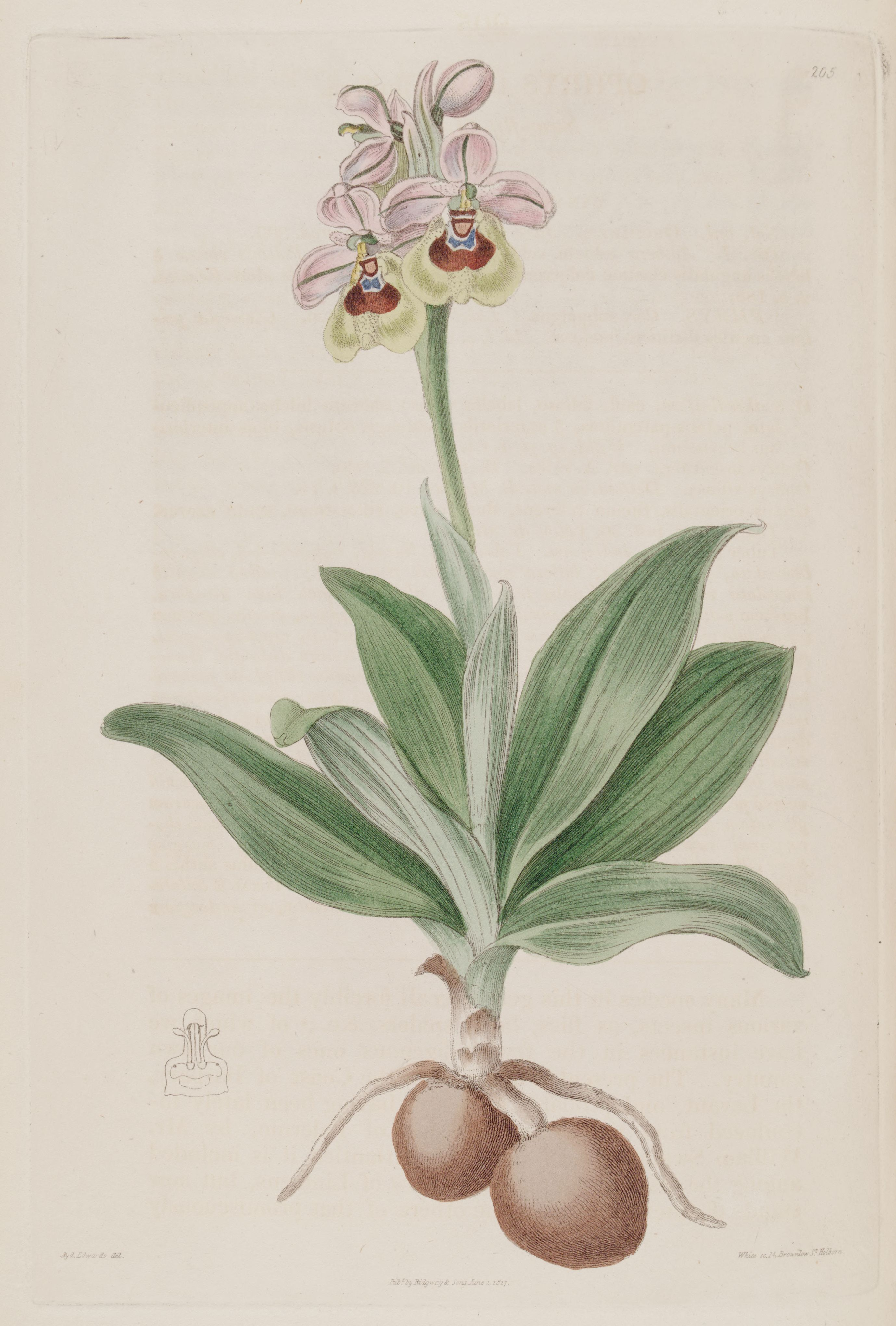

|  | Це незавершена стаття про орхідеї. Ви можете допомогти проєкту, виправивши або дописавши її. |